# Chateau Ameba
Chateau Ameba（Château Ameba/シャトーアメーバ）とは、東京都渋谷区神宮前2丁目8-2にあるサイバーエージェントが所有するテレビ番組配信・テレビ番組収録兼用のスタジオ、およびAbemaTVの番組制作拠点である。

## 概要
2016年1月にサイバーエージェントが新たなクリエイティブ拠点としてビルを購入。設計は建築家・竹山聖。
名称も「Chateau Ameba」と改められ開設。2016年4月11日にAbemaTVを開局した。
インターネットテレビ局「AbemaTV」用の6つの専用スタジオを有する。当初ミーティングルームとして使用していた箇所も撮影場所として使用している。スタジオ自体は1階部分に集中しており、番組を制作する株式会社AbemaProductionも3階に拠点。4階に合宿スペースを持つ。
もともとは高級フィットネスジムが入居しており、その後MTV JAPANが入居していたためスタジオ機能はあったが、オフィス空間に改装されていたため改めて再改装。受付など内部の共有部分には木目を象徴的に使用し、ワイナリーをイメージしている。総合クリエイティブデザイナーはNIGO®。

## スタジオ
すべて生放送対応。

### 0st
テレビスタジオ同様の仕様で構築された白ホリゾントの大型スタジオ。照明はテレビ朝日のスタジオと同様のものを使用している。廊下には「スタジオ0」との表記がある。

### 1st
ラジオブース風スタジオ。DJブースを併設。2017年現在は事実上AbemaSPECIALチャンネル『The NIGHT』専用スタジオとなっている。過去には『内田理央のオタカレ募集中！』が使用。

### 2st
麻雀番組専用の配信スタジオ。マージャン卓を撮影できるように、天井には円形にバトンが組まれている。将棋のオリジナル対局番組でも度々使用されており、「藤井聡太炎の七番勝負」などの撮影が行われた。

### 3st
1stの真向かいにある小型のスタジオ。『声優と夜あそび』で使用。

### 4st
クロマキー合成に対応したスタジオ。壁をぶち抜くことでスタジオ5と共有することが可能で、2017年以降はこの形で使用することが多い。単独では将棋チャンネルで使用。

### 5st
クロマキー合成に対応したスタジオ。4stと対になっている。

### その他収録スペース
メインスタジオを除くと小規模なスタジオが多いこと、番組数増加からスタジオ以外も使用される。
2階ミーティングスペースは天井高こそないもののメインスタジオよりも広く、『椎名ぴかりんのヤッてみるニュース』『芸能義塾大学』『桃色♡ゲームチャンネル』等で使用。壁面に埋め込まれたモニターが使用できる。
4階フロアでは『バラエティ開拓バラエティ 日村がゆく』の撮影を行っていたほか、恵比寿マスカッツなど大人数グループ出演時の楽屋として使用。その後フロアが一部改装され『WINTICKET ミッドナイト競輪』、『クリエイターズファンディング』が収録されている。
その後7stと命名され、エレベーターから遠い側に8st、将棋中継用の9stが増設された。従来の楽屋からは遠いため、8st、9st用に4階部分には専用の楽屋も併設されている。
テラスのある5階フロアでは『バラエティ開拓バラエティ 日村がゆく』のオープニング撮影や『FC町田ゼルビアをつくろう〜ゼルつく〜』の撮影を行っていたことがある。
屋上では大きなステージがあり、ドラマなどの番組でも使用されている。

## 設備など
MAルーム、編集室、中継受け配信設備2式、20部屋の楽屋と仮眠室、シャワー室が備えられている。楽屋施設はすべて地下2階。
坂道にあるため地下1階部分が路面に接しており、当該階にジャガー・ランドローバー青山が入居している。
全スタジオの中間地点に、打ち合わせ等を行うフリースペースがある。Abemaウォーター（通称アベマ水）とオリジナルコーヒーのシャトーブレンドが置いてある。コーヒー「シャトーブレンド」は、NIGOとミカフェートが特別に開発をした完全オリジナル。
地下にフリュー開発のプリントシール機PURi BOXを設置している。
8つのスタジオにてパナソニックグループ『IT/IPプラットフォーム"KAIROS（ケイロス）"』を8式受注した。

## ギャラリー

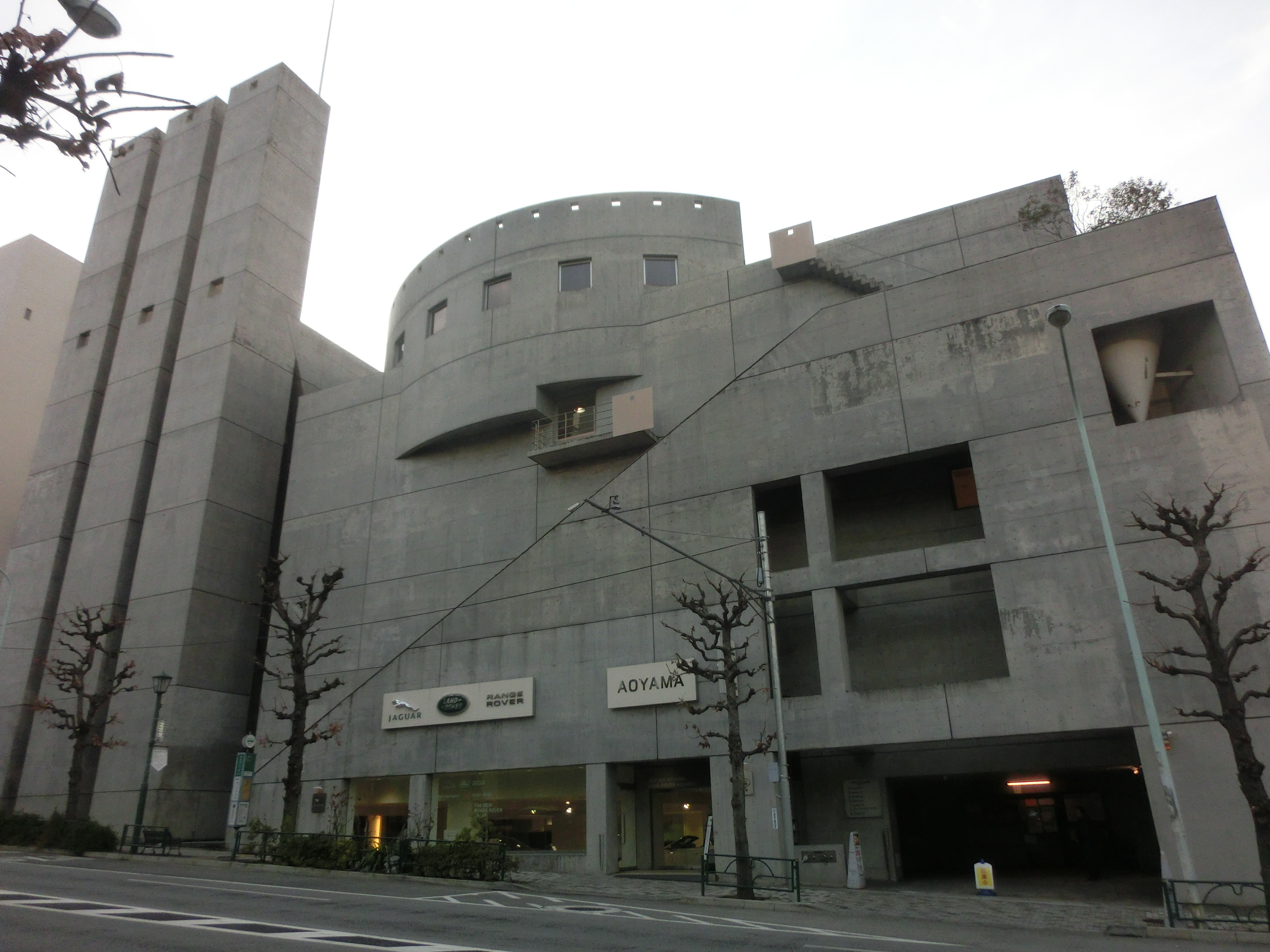
向かって右手からビル全景
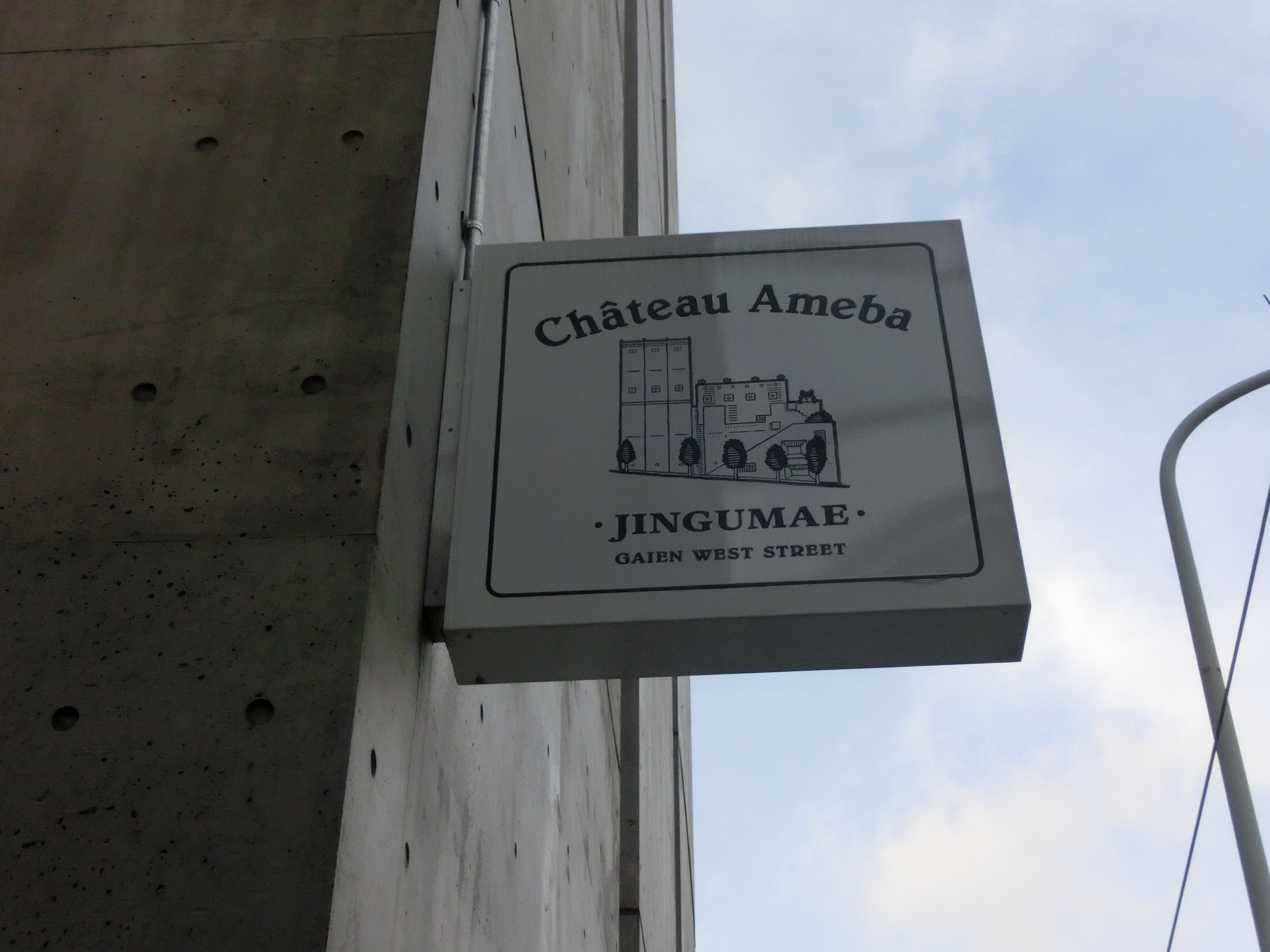
Chateau Ameba看板
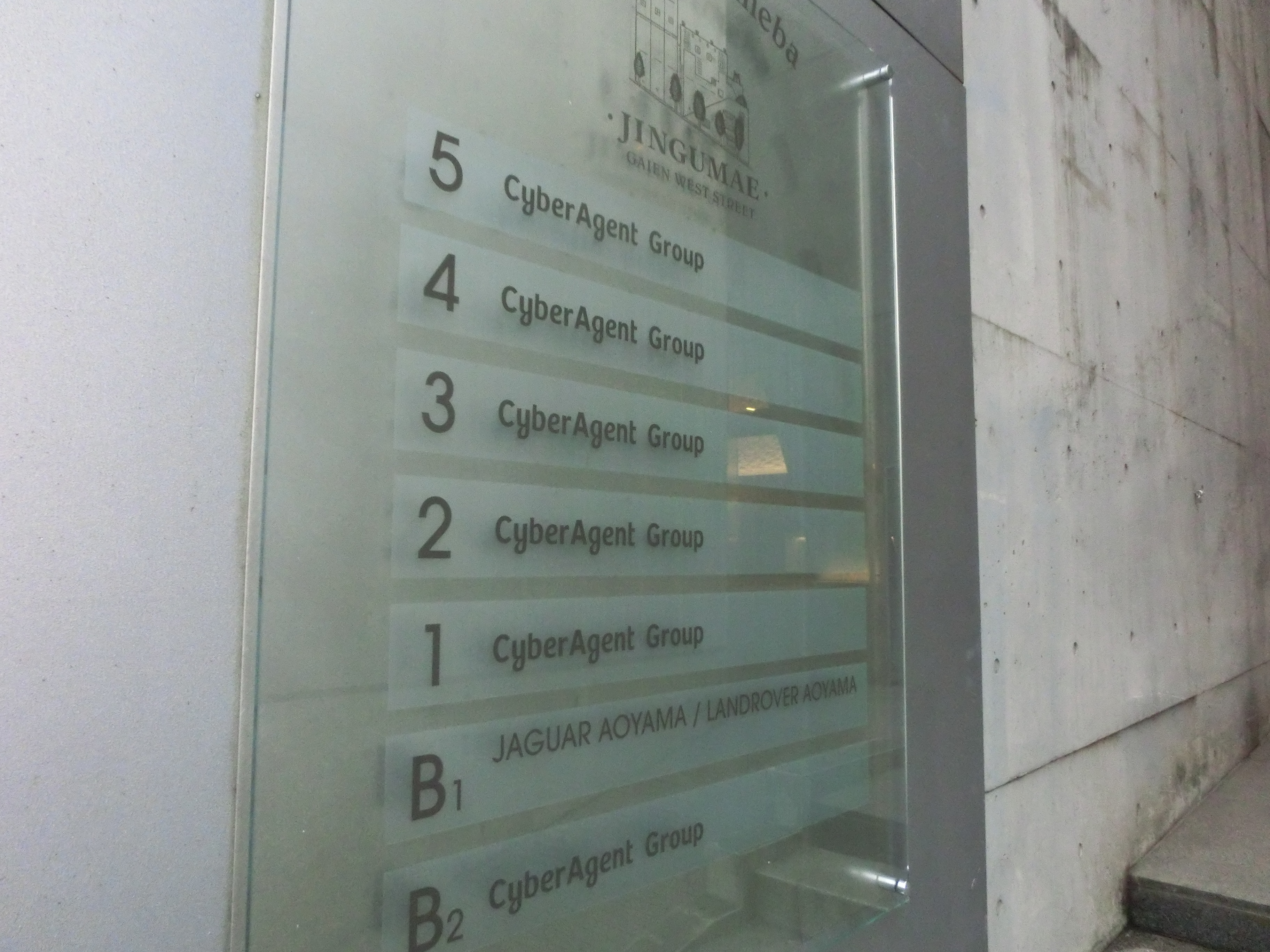
アクリル板の入居表示
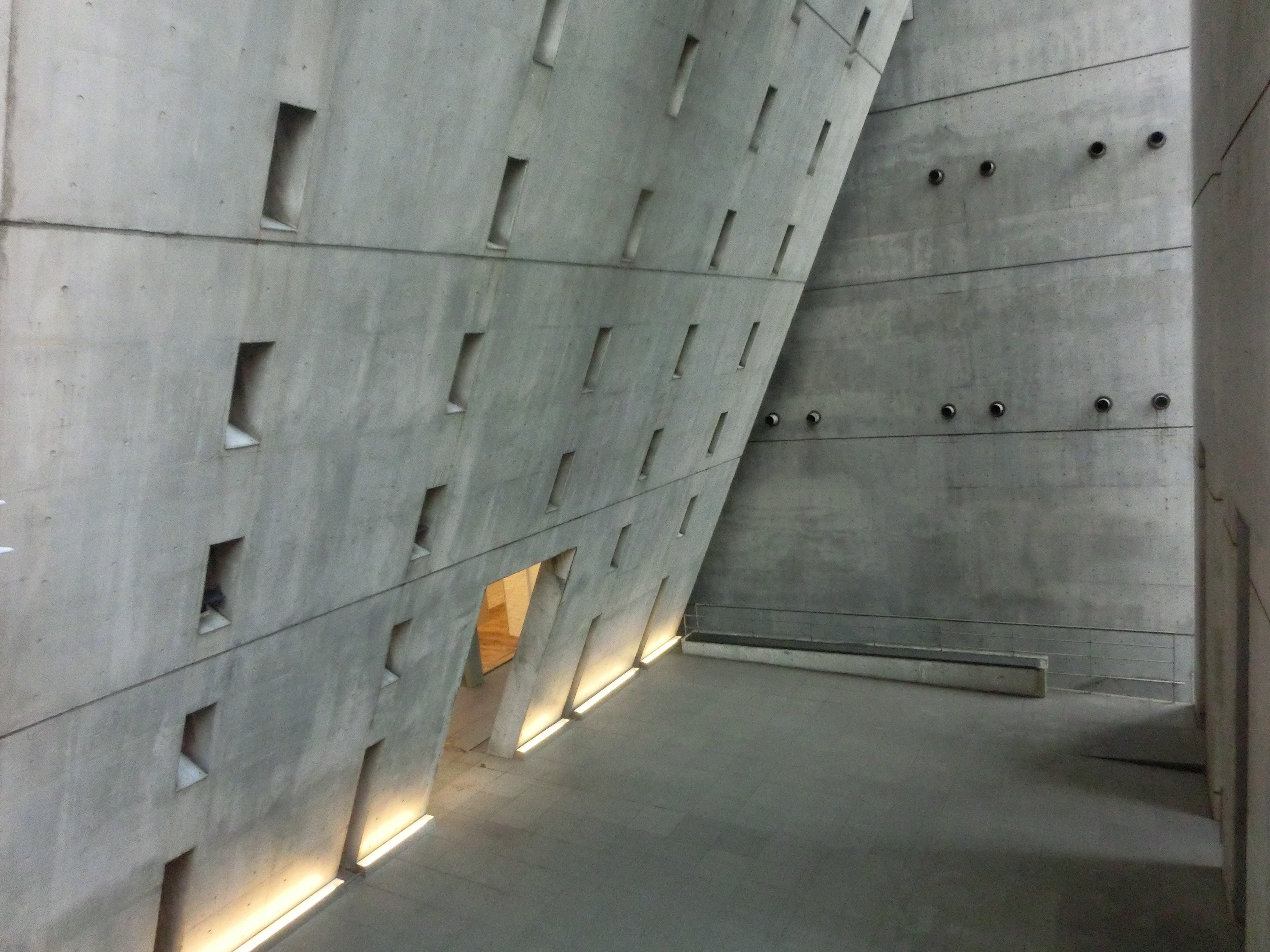
玄関ピロティ

## Abema House

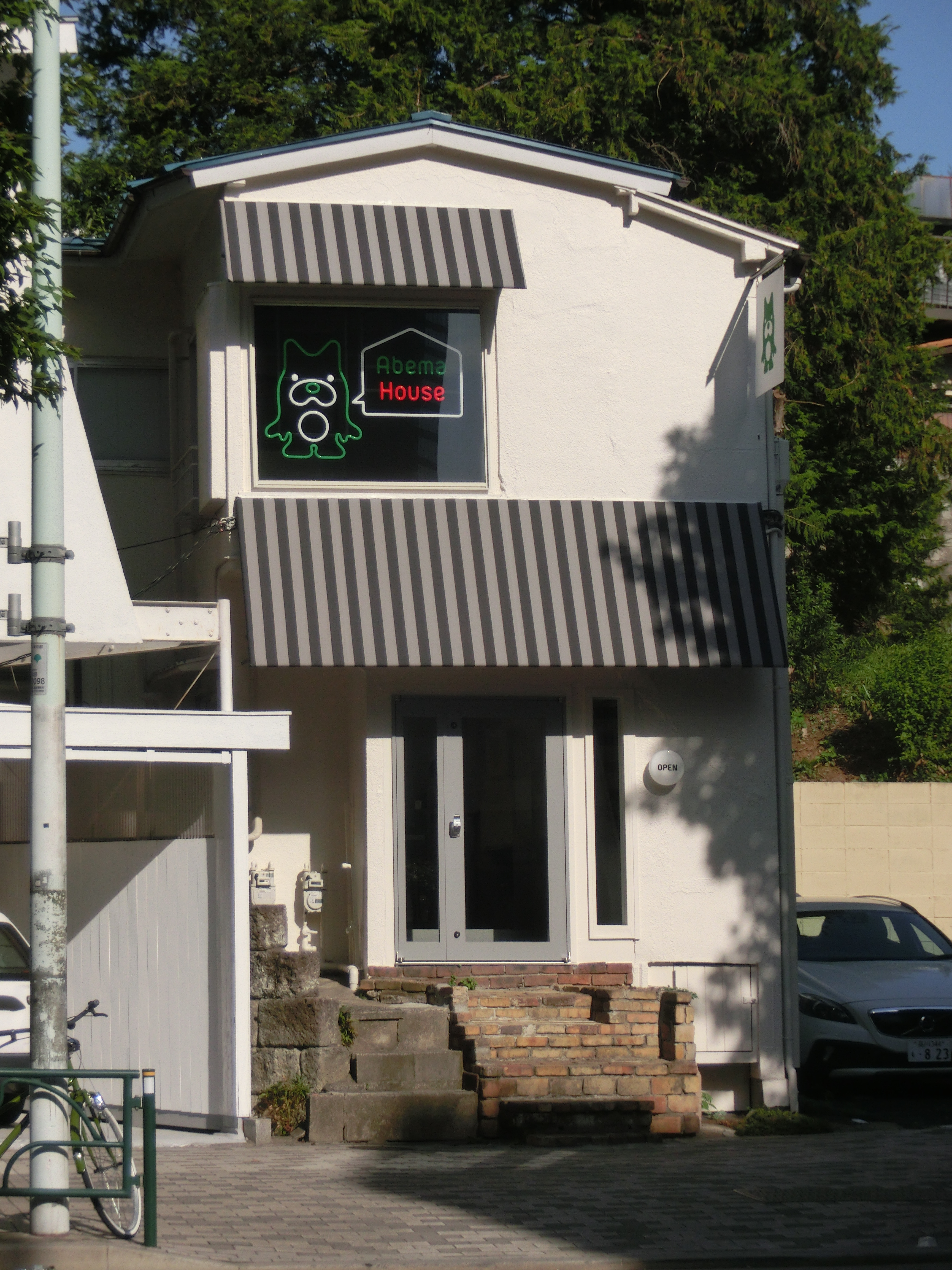
神宮前・Abema House

2018年8月13日、「Chateau Ameba」向かいの敷地（渋谷区神宮前2‐3-23）にサイバーエージェントおよびAbemaTVのキャラクターショップ「Abema House（アベマハウス）」をオープン。同時にEC通販サイトも開設した。探しながら見つけられる隠れ家、またAbemaTV撮影前、撮影後の芸能人にもふらっと来てもらいたいことを想定し立地した。
戸建ての民家を改装しており、クリエイティブディレクションをNIGO®︎、内装デザインをGlamorous、ロゴを含むグラフィック部分をハイライツが担当。
営業時間は12時から21時。定休日は月曜、水曜。経営はサイバーエージェント。

2018年9月22日、『Abema学園』では番組収録に使用された。